# Sielsowiet Prybar
Sielsowiet Prybar (biał. Прыбарскі сельсавет, ros. Приборский сельсовет) – sielsowiet na Białorusi, w obwodzie homelskim, w rejonie homelskim, z siedzibą w Prybarze.

## Demografia
Według spisu z 2009 sielsowiet Prybar zamieszkiwało 1986 osób, w tym 1599 Białorusinów (80,51%), 197 Romów (9,92%), 134 Rosjan (6,75%), 42 Ukraińców (2,11%), 1 Polak (0,05%), 9 osób innych narodowości i 4 osoby, które nie podały żadnej narodowości.

## Geografia i transport
Sielsowiet położony jest w centralno-zachodniej części rejonu homelskiego. Od wschodu graniczy z Homlem. Przebiegają przez niego linia kolejowa Homel – Kalinkowicze oraz drogi magistralne M8 i M10.

## Miejscowości
- wsie:
  - Nowaja Buda
  - Prybar
  - Randouka
  - Szczerbauka
- osiedla:
  - Pijanier
  - Wastok